# Charles Biétry
Pour les articles homonymes, voir Biétry.
Charles Biétry, né le 5 novembre 1943 à Rennes, est un journaliste sportif français.
Directeur des sports de la chaîne de télévision Canal+ à partir de 1984 et PDG d'Eurosport France à partir de 1993, il devient en 1998 président du Paris SG à la suite de Michel Denisot, qui le remplace à ses deux anciens postes. Il quitte finalement la direction du club parisien après six mois.
Il travaille ensuite notamment pour TF1, France Télévision et L'Équipe TV. Il est de 2012 à novembre 2014 le directeur délégué de la nouvelle chaîne BeIN Sport.

## Biographie

### Études et formation
Charles Biétry fait des études de lettres puis est diplômé du Centre de formation des journalistes à Paris (promotion 1966).

### Carrière journalistique
De 1966 à 1984, Biétry est reporter puis grand reporter pour l'AFP. Durant la prise d'otages des Jeux olympiques de Munich lors des Jeux olympiques d'été de 1972, il couvre les jeux pour l'AFP. Il est un témoin direct de la tragédie survenue à la base aérienne de Fürstenfeldbruck qui voit la mort de membres de la délégation olympique israélienne par des terroristes palestiniens. Il annonce en exclusivité la mort et non le « sauvetage » officiellement annoncé par les autorités allemandes.
En 1980, il prend la direction des sports à l'AFP.
De 1984 à 1998, il est le directeur des sports de Canal+. Pendant cette période, le service des sports de Canal + passe de 4 journalistes à 70. Parallèlement, il commente des matches de football avec Michel Denisot puis Thierry Gilardi.
Au printemps 1997, il anime l’émission Qu’en pensez-vous ?, élaborée « en catastrophe » pour les élections législatives anticipées.
En 1999, Biétry présente l'émission Tête de liste, chaque samedi à 14h, où il reçoit des politiciens avant les élections européennes. Ensuite, il rejoint le service des sports de TF1.
De 2000 à 2001, il est directeur des sports à France Télévision et conseiller à la présidence du groupe.
À partir de 2006, il est producteur et consultant d'Onzeo, une chaîne de télévision par satellite commune de l'AS Saint-Étienne et du RC Lens.
En 2010, il reçoit le Prix de la carrière décerné par l'association des écrivains sportifs. Ce prix récompense une femme ou un homme qui, tout au long de sa carrière, par ses écrits ou par ses travaux, a apporté une contribution importante au sport, à sa diffusion et son retentissement.
Jusqu'à la mi-2011, il est directeur éditorial pour L'Équipe TV.
Du 1er juin 2012 à novembre 2014, il est le directeur de la chaîne de sports beIN Sport,.
Il participe aux commentaires du DVD Kick Boxing Anthology, regroupant les meilleurs matchs de sports de combats diffusés sur la chaine Canal+.
Le 28 novembre 2020, il présente le combat Mike Tyson contre Roy Jones Jr qui se déroule au Staples Center de Los Angeles pour la chaîne Action.

### Carrière et activités dans le sport
En 1992, Charles Biétry est le gardien de but de football de l'équipe première de l'USVA (Union sportive Ville d'Avray).
De 1992 à 1998, il est le président du PSG omnisports. Il est aussi le président du Paris Saint-Germain de juillet 1998 à décembre 1998.
Depuis 1997, il est le président d'honneur de Bretagne Football Association (BFA).
En juin 2001, il est nommé vice-président de l'US Créteil alors en Division 2. Finalement, il quitte son poste trois semaines plus tard.
Il siège au conseil d'administration du FC Lorient durant les saisons 2004-2005 et 2005-2006.
De 2007 à 2013, il est recruteur du Stade rennais.
En juin 2017, il intègre l'organigramme du Lille OSC aux côtés de Gérard Lopez et Marc Ingla.

### Politique
Depuis 2014, Charles Biétry est conseiller municipal de Carnac (Morbihan)[réf. nécessaire].

### Santé
En avril 2023, alors que la fin de vie est un thème d'actualité du débat public français, Charles Biétry révèle être atteint de sclérose latérale amyotrophique, également connue sous le nom de maladie de Charcot, et avoir prévu de recourir au suicide assisté en Suisse.

## Publication
- La Dernière Vague, Flammarion, 2025  (ISBN 9782080470744)

## Décorations
- Chevalier de la Légion d'honneur (décret du 29 mars 1993)[18]
- Officier de la Légion d'honneur (décret du 13 juillet 2023)[19]